# 緊急勅令

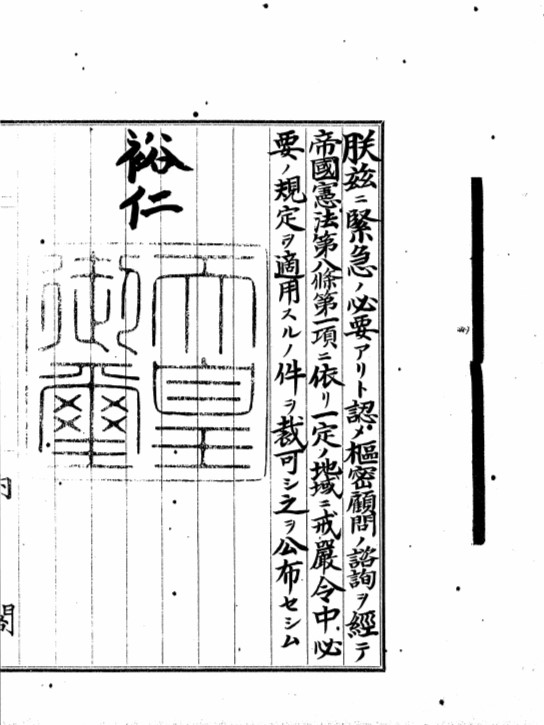
昭和11年勅令第18号一定ノ地域ニ戒厳令中必要ノ規定ヲ適用スルノ件（二・二六事件に際し行政戒厳を施行した緊急勅令）

緊急勅令（きんきゅうちょくれい、旧字体：緊急󠄁敕令）とは、大日本帝国憲法第8条第1項により、緊急の必要があるとする場合の規定として帝国議会閉会中に制定される勅令で、制定ののちに次の帝国議会において承諾を要するもの。広義には、大日本帝国憲法第70条に基づく勅令による財政上の緊急処分を含み、この項では広義のものについて記述する。
なお後述のとおり、ひとつの勅令が第8条と第70条の双方に基づいて制定されたものもある。大日本帝国憲法下において108本の緊急勅令が制定された。このうち第8条のみに基づくものが83本、第70条のみに基づくものが18本、第8条と第70条の双方に基づくものが7本となっている。

## 根拠法令
大日本帝国憲法第8条（現代風表記）
1. 天皇は、公共の安全を保持し、又はその災厄を避けるため、緊急の必要により、帝国議会閉会の場合において、法律に代わる勅令を発する。
2. この勅令は、次の会期において、帝国議会に提出しなければならない。もし、議会において承諾しないときは、政府は、将来に向かってその効力を失うことを公布しなければならない。

大日本帝国憲法第70条（現代風表記）
1. 公共の安全を保持するため緊急の必要がある場合において、内外の情況により政府は帝国議会を招集することができないときは、勅令により財政上必要な処分をすることができる。
2. 前項の場合においては、次の会期において帝国議会に提出し、その承諾を求めることを要する。

緊急勅令の法令番号は、一般の勅令と同じく暦年ごとに制定順の番号を付された。緊急勅令第○号ではないので最終的に個々の勅令ごとに確認しないと緊急勅令かどうかは判別できない。

## 制定手続

### 審議
緊急勅令は、関連省庁の回付、内閣法制局の審査を経て閣議決定の後、枢密院への諮詢、枢密院からの上奏、天皇による裁可と勅令原本への署名、御璽の押捺、各国務大臣の副署がされ、官報で公布された。
1891年（明治24年）の大津事件のときには、明治天皇がロシア皇太子の見舞いで京都に行幸していた最中に、事件報道を差し止める「新聞雑誌又ハ文書図書ニ関スル件」（明治24年勅令第46号、5月16日公布施行）が制定されたが、これは随行していた内務大臣より天皇に上奏し、枢密院へ諮詢すべしとの結果を随行していた侍従長から電報で枢密院議長へ伝達、枢密院の議決（制定を適当とする）の上奏を枢密院議長から電報で行い、裁可の旨の連絡を内務大臣から内閣あてに電報で行い、官報で公布するという手順がとられた。勅令原本への天皇の署名、御璽の押捺、各国務大臣の副署は、天皇が東京へ戻ったのちに行われた。

### 各大臣の副署
勅令への各大臣の副署は、公文式時代は、主任大臣のみ、内閣総理大臣単独、内閣総理大臣と主任の大臣、内閣総理大臣と全大臣の場合があり、公式令以後は、主任大臣のみはなくなった。緊急勅令はすべての場合について内閣総理大臣と全大臣が副署している。

### 上諭
緊急勅令の上諭は、公式令第7条第2項により、帝国憲法第8条第1項又は第70条第1項により発する勅令の上諭にはその旨を記載することになっており、さらに枢密院の諮詢が必要であり、枢密顧問官の諮詢を経たる勅令にはその旨を記載することになっていた。
従って通常は
朕󠄂茲ニ緊急󠄁ノ必要󠄁アリト認󠄁メ 樞密顧󠄁問ノ諮󠄁詢ヲ經テ 帝󠄁國憲󠄁法第八條第一項ニ依リ ○○○ヲ裁可シ 之ヲ公󠄁布セシム
となる。なお勅令によっては緊急の必要を認めた経緯についてふれる場合がある。例えば、戦時船舶管理令（大正6年勅令第171号）の場合は、
朕󠄂戰局ノ倍〻擴大スルニ伴󠄁ヒテ 外ハ共同籌劃ノ便󠄁宜ヲ進󠄁メ 內ハ產業運󠄁輸󠄁ノ調󠄁節󠄁ヲ圖ル爲 船󠄂政ヲ統制スルノ極メテ緊急󠄁ナルヲ認󠄁メ 樞密顧󠄁問ノ諮󠄁詢ヲ經テ 帝󠄁國憲法第八條第一項ニ依リ 戰時船󠄂舶管理令ヲ裁可シ 茲ニ之ヲ公󠄁布セシム
となっている。

### 公布と施行
緊急勅令は、その性格上官報号外により制定日に公布され、公布の日から施行されるものが多いが、通常号によるものも多い。

### 後から緊急勅令扱いになったもの
1. 軍事公債条例（明治27年勅令第144号）
制定時の上諭に憲法第8条第1項又は第70条に基づく旨の記述がなかった。これについて、第7回帝国議会における朝鮮事件費ニ関スル財政上必要処分ニ関スル件（明治27年勅令第143号）の承諾案の審議[3]で、承諾が必要ではないかとの質問（福田久松議員）があり、一旦は、松尾臣善政府委員（大蔵省主計局長）は「明治二十七年勅令第百四十三号が法律として承認されれば、これは（明治二十七年勅令第百四十四号のこと）は行政命令となり承認は不要である」旨を答弁した。ところがその直後に「第百四十四号については更に承諾を要するものと」と訂正答弁をし、10月20日に急遽、承諾議案を提出し、翌21日に両院の承諾を得ている。
2. なお、上諭に記載がないが、議会への承諾を求めるための文書には「憲法第七十條第二項ニ依リ承諾ヲ基ムル」[4]とあるので、これは憲法70条によるものだとされたことになる。

## 閣議による草案

### 閣議に提出されたのち法制局が必要なしとした例
1. 外国ノ君主又ハ使節ニ対シ侮辱脅迫又ハ暴行ヲ加ヘタル者取締ノ件
2. 政事ニ関シ浮説流言ヲ伝播通報スル者処罰ノ件
明治28年6月17日に内務大臣より閣議を求めたもので「今ヤ清国ト媾和シ事局己ニ定ムルモ事理ヲ弁セサルノ儕輩動モスレハ躁暴大事ヲ誤ルノ虞ナシトセス殊ニ露独仏等ノ外国人ニ対シテ最モ警察ノ保護ヲ重スルノ必要アリ」との理由で制定を求めたものである。いわゆる日清戦争後の三国干渉に対応するのが理由となっている。これに対し、法制局は6月27日に、外国ノ君主又ハ使節ニ対シ侮辱脅迫又ハ暴行ヲ加ヘタル者についてはすでに刑法に処罰規定があり、政事ニ関シ浮説流言ヲ伝播通報スル者については新聞紙条例等で対応可能であり、いずれも必要なしとして制定されなかった[5]。

### 枢密院の審議に付されることなく廃案となった例
1. 木材緊急措置令
昭和21年4月2日に閣議決定された「木材緊急措置令」は一旦閣議決定されたが、枢密院の審議に付されることなく廃案になった[6]。廃案としたことを示す文書には[7]、廃案の付箋があるだけで理由は不明である。

### 国立公文書館保存文書にある緊急勅令草案
国立公文書館保存文書として公開されているなかで、緊急勅令の草案で、制定にいたらなかったもので、上記のもの以外にもいくつか確認できる。どの段階の文書であるか判然としないものもあるが、国立公文書館保存文書として各省庁から移管された公文書である。

#### 通商摩擦対抗のための関税に関する緊急勅令
1. 財務省は、大蔵省時代から財政史の編纂を行っているが、その過程で収集した史料を編纂終了後、昭和財政史資料として国立公文書館に移管した。この中で1930年から1935年にかけて大恐慌後の各国の関税引き上げに対抗するために日本の関税を緊緊急勅令により引き上げるために作成された案が含まれている[8]。

具体的には、複関税制度に関する緊急勅令案として次の二つの案がある。これらについては作成時期の記載はないが他の史料との並びから1932年4月から5月のものと思われる。
1. 松高私案との書き込みがあるが、欄外に主税局長[注釈 5]の印があり、主税局長の了解がされたものと考えられる。内容的には最恵国条項のある通商条約を有しない国に対する関税の引き上げを行うことができる（実際の発動には更に勅令で国と貨物を指定する）とするもの
2. 関税定率法第4条の次に右の2条新設方に関する緊急勅令案
川高案ヲ＠＠[注釈 6]トスル通常局案 との書き込みがある。関税定率法第4条の次に第4条の2及び第4条の3を追加するものである。第4条の2は日本の船舶や輸出品に対する差別的措置に対応する関税引き上げを認めるものであり、第4条の3は日本と通商条約がなくあるいは最恵国待遇を与えない国の産品への関税引き上げを認めるもの

### 枢密院に諮詢したが撤回した例
1. 戦時保険ニ関スル件（第8条に基づく緊急勅令案）
第一次世界大戦の勃発により、海上戦時特別保険料は高騰した。これに対応するために保険料率の制限及びこれによって保険業者に損害が生じた場合に政府が損害の一部を補填するとしたもの。
大正3年8月21日に枢密院に諮詢[9]された。8月21日の枢密院の審査委員会において[10]「可決」とされ22日に本会議が開かれた[11]。しかし理由は明らかではないが8月28日に「御沙汰ニ依リ返上」（つまり政府側より撤回）
なおその後の状況は、1914年（大正3年）9月4日に召集された第34回帝国議会に「戦時海上保険ニ関スル法律案」を提出[注釈 7]した。内容は、命令で定める一定料率以下で戦時海上保険を締結しこれによって保険業者に損害が生じた場合に政府が損害の一部を補填するとしたものであり、緊急勅令と実質的には同じ内容とするものであった。この法案は、衆議院において政府案は命令に委任が多く過ぎるとして措置の内容を法律に規定するように修正し「戦時海上保険補償法」として9月7日に可決、貴族院においても9月9日に可決され9月12日に法律第44号として公布施行された。
2. 蚕糸業救済ニ関スル件（第8条に基づく緊急勅令案）
第35回帝国議会に提出[12]された蚕糸業救済ニ関スル法律案が、衆議院解散[13]により廃案となったため、1915年（大正4年）1月4日の閣議決定を経て1月6日に枢密院へ諮詢となった[14]
緊急勅令として制定しようとしたものであり、内容的には第1次世界大戦の勃発により下落した生糸についてこれを担保とする手形割引について銀行が損失を出した場合に政府が補填するものであった。この勅令案は、枢密院での審議がされないまま2月4日に「御沙汰ニ依リ返上」（つまり政府側より撤回）となり、代わって次の財政上の緊急処分が諮詢されることになる。
3. 蚕糸業救済ニ関スル財政上必要処分ノ件（第70条に基づく緊急勅令案）
2に代えて損失補填について財政支出のため制定しようとしたもの。1915年（大正4年）2月4日の閣議決定を経て同日に枢密院へ諮詢となった。3月3日の枢密院の審査委員会において全会一致で必要なしと議決され、本会議上程をすることなく3月4日に「御沙汰ニ依リ返上」（政府側より撤回）となった。枢密院の議決理由として既存の法令の活用により目的を達成でき緊急勅令は不要であるとしている[15]。なおこのときの主管大臣は、若槻大蔵大臣と大浦農商務大臣[16]であり、この12年後に若槻は総理大臣として緊急勅令案を枢密院で拒否されることになる。
4. 保険会社ニ対シ震災任意出捐助成ノ為資金ヲ交付スル契約ヲ為ス等ニ関スル件（第70条に基づく緊急勅令案）
関東大震災において、保険会社が地震による火災（保険契約上免責）について任意の出損をした場合に資金を交付する契約を政府と保険会社が締結できるようにするために必要な財政措置を規定するもの。大正13年2月28日に枢密院に諮詢[17]され、審査委員会がされたが異論[18]が多く、審査終了に至る前に3月7日に「御沙汰ニ依リ返上」（政府側より撤回）となった。

### 枢密院諮詢を省略した特例
関東大震災の際に制定された緊急勅令のうち9月2日に制定されたものは、枢密院の会議を行うことができず、諮詢がないまま制定された。

## 諮詢に対する枢密院の決議

### 枢密院が否決した例
1. 朝鮮総督府通信官署ニ於ケル現金ノ出納ニ関スル件（緊急）
1910年（明治43年）9月に枢密院に付議されたが[19]、この勅令は、韓国併合に伴い設置される朝鮮総督府通信官署においても、内地と同様に官吏以外の事務員においても現金出納を行えるようにするものであったが、枢密院の審査(9月23日付け)で、各通信官署に1名以上の官吏をおき、事務員はその補助者として現金出納を行えば済むことで緊急勅令の必要なしとされ[20]、9月26日の本会議においても審査報告の中で、事務員自体が取り扱う場合と官吏の補助として行う場合とでは責任問題が生じた場合に差異があるだけで事務には支障はないとされ、緊急勅令は妥当でないとして否決された[21]。なお、この内容については翌年法律[22]として制定された。
2. 日本銀行ノ特別融通及之ニ因ル損失ノ補償ニ関スル財政上必要処分ノ件（台湾銀行の救済）
1927年（昭和2年）4月に、鈴木商店の破綻により台湾銀行が多額の損失を出し、経営危機となった。これについて若槻内閣は、日本銀行から台湾銀行への特別融資と、その場合の損失補填を政府がするための緊急勅令案を、日本銀行ノ特別融通及之ニ因ル損失ノ補償ニ関スル財政上必要処分ノ件として制定した[注釈 9]、これは特別融資が日本銀行条例（明治15年太政官布告第32号）の特例のため憲法第8条、損失補てんが財政支出のため憲法第70条に基づくものとされ、4月14日に枢密院に提出された。しかし枢密顧問官の全員が反対して否決され[注釈 10]、若槻内閣は総辞職した。

### 枢密院の諮詢がされ、適当とされたが制定にいたらなかった例
1. 戎器取締規則
「戎器」とは「刀剣銃仕込杖其ノ他人ヲ殺傷スヘキ目的ヲ有スル器具」（規則案第1条）、つまり殺傷性のある武器のことである。これについては、内務大臣より通常の勅令として制定すべしと1894年（明治27年）1月22日に閣議にかけられたが、1月29日に、法制局はすでに取締り法規として帯刀禁止令（明治9年太政官布告第38号）、保安条例 （明治20年勅令第67号）があり、これらは憲法施行により法律とみなされており、従って通常の勅令により、戎器取締規則を制定すると勅令により法律を変更することになるので、適当ではなく、緊急勅令とする必要があるとした。[23]これを受けて、緊急勅令として制定するために2月7日枢密院諮詢がされ[24]、適当とする決議が2月17日にされた[25]が、総選挙が3月1日に行われた結果、制定の緊急性がなくなった[注釈 11]として4月11日に発布見合が閣議決定され、制定にいたらなかった[23]。なお、翌1895年（明治28年）年6月に通常の勅令として制定することが内務大臣より閣議提出されたが、再度法制局により憲法上の問題及び必要性がないとして否定された[23]。
2. 俘虜間牒ニ関スル件
日清戦争中の俘虜の扱いについて、暴動やスパイ行為があった場合に処罰するためのもの。俘虜の多数凶暴による脱走及び反抗並びに敵国人が偽装又は詐欺によりスパイ行為を行った場合、死刑に処すとしたもので、軍法会議により処罰としていた。
11月13日に枢密院へ諮詢[26]され、11月21日に枢密院で可決された[27]。そしてこの後勅令原本に御名御璽がされ、伊藤博文内閣総理大臣と西郷従道海軍大臣兼陸軍大臣[注釈 12]が副署したが、他の大臣が副署することなく未決となった[28]。国立公文書館の公文別録・未決並廃案書類に公布間際の文書が保存されているが、文書自体に廃案の表示もなく経緯は不明である。

## 帝国議会での承諾

### 開会時点で既に廃止されていた場合及び適用対象の終了の場合
緊急勅令の帝国議会による承認は、将来に向かってその効力を存在させるものに限るため、すでに次の帝国議会開会時点で廃止されたもの、及びその緊急勅令を廃止する緊急勅令については帝国議会の承諾を求めないのが先例であり、既存の法律を廃止する緊急勅令も同様であるとされている。また、適用対象の終了の場合も同様である。
この例として、1923年（大正12年）、政府は第47帝国議会において、関東大震災関連の緊急勅令15本のうち12本について承諾を求めたが、
1. 一定ノ地域ニ戒厳令中必要ノ規定ヲ適用スルノ件（大正12年勅令第398号）
2. 私法上ノ金銭債務ノ支払延期及手形等ノ権利保存行為ノ期間延長ニ関スル件（大正12年勅令第404号）
3. 大正十二年勅令第三百九十八号（一定ノ地域ニ戒厳令中必要ノ規定ヲ適用スルノ件）廃止ノ件（大正12年勅令第478号）

の3本については、承諾不要として承諾を求めなかった。
「一定ノ地域ニ戒厳令中必要ノ規定ヲ適用スルノ件」（大正12年勅令第398号）は、帝国議会開会前に廃止されており、その廃止のための「大正十二年勅令第三百九十八号（一定ノ地域ニ戒厳令中必要ノ規定ヲ適用スルノ件）廃止ノ件（大正12年勅令第478号）」とともに承諾を求めないとした。
また、支払猶予の勅令第404号についてはすでに適用対象が終了していて、効力を継続する必要もないとして承諾を求めないとした。

### 既存の法律・緊急勅令を緊急勅令で廃止する場合
しかしながら一方で、既存の法律を廃止する緊急勅令については帝国議会の同意を求めるべきであるという決議が、第26回帝国議会衆議院において満場一致で決議された。これらの批判を受けて、既存の法律又は緊急勅令の廃止は、適用する必要がなくなったものを廃止する場合は、承諾が不要であるが現に効力のある場合の廃止は、効力の一時停止であり、帝国議会の承諾がない場合は効力を復活するとの検討が政府内でされている。
1. 一定ノ地域ニ戒厳令中必要ノ規定ヲ適用スルノ件（昭和11年勅令第18号）
1936年（昭和11年）の二二六事件の際の戒厳令適用についての緊急勅令。反乱鎮圧の後も反乱将校の裁判が続くなど理由で解除されず、5月4日、第69回帝国議会(5月26日閉会)において承諾されたが、7月になって治安が落ち着いたとされたときに緊急勅令（一定ノ地域ニ戒厳令中必要ノ規定ヲ適用スルノ件廃止ノ件（昭和11年勅令第189号））で解除された。
この緊急勅令は、すでに承諾がされた緊急勅令を廃止するものであるので、承諾前のものを廃止する場合とは扱いが異なるとされたようで、1937年（昭和12年）1月19日に第70帝国議会に対して承諾案件が提出された[34]。この議案は、広田内閣の退陣と林内閣の成立に伴い、他の多くの議案とともに2月3日に一旦撤回された[35]が、3月23日に再度提出された[36]。しかし、これも3月31日に衆議院解散により審議未了になった。しかるに失効の扱いはされず、また以後の議会へ再度提出もされなかった。

### 緊急の必要性に関する議論
緊急勅令は、帝国議会の協賛を必要とる事項について「緊急の必要がある」場合に限り、勅令で規定することを認めるものであるので、緊急の必要については制定時点でも帝国議会での承諾についても議論の論点になった。前述の枢密院での否決案件、特に「朝鮮総督府通信官署ニ於ケル現金ノ出納ニ関スル件」は緊急性が乏しいことが大きな理由になっている。
このほかに緊急性が特に論議されたものは次のようなものがある。
1. 大正4年勅令第11号（衆議院議員選挙資格ニ関スル件）
この緊急勅令は、大正4年3月25日の第12回衆議院議員総選挙に関し、その前の行われた地租と営業税の改正で選挙資格（当時は制限選挙であった）を失う者を救済するために、従来名簿に登載されたものは、そのときの選挙に限り納税額の変動で資格を失わないとする[37]もので、特に営業税は選挙期日までに課税額が確定しない問題があった。この緊急勅令に対しては税法の改正により選挙資格が変動してもそれを救済することが「公共ノ安全ヲ保持シ又ハ其ノ災厄ヲ避クル為緊急ノ必要」となるかについて両院で反対があった。衆議院においては、大堀議員が「公平の維持が適当であることが直ちに公共の安全の保持になるか」[38]との質問を行い、貴族院においては、目賀田議員（元大蔵省主税局長）から「営業税の改正に伴って当然予測できたことではなかったか」と質問があり大浦政府委員（内務大臣）は「解散総選挙があり、営業税改正の際には考えていなかった。」の答弁し、これに対し目賀田議員は「選挙の有無にかかわらず、法律は改正されれば当然その変化があるのは当然であって、その説明では政府たる注意をしていないのではないか」とさらに追求すると大浦政府委員は「お答えしたとおり」とだけ述べたので目賀田議員から「貴族院始まっていらい議員の正当な質問に答えない」とするやりとりがあった[39]。
2. 治安維持法中改正ノ件（昭和3年勅令第129号）
この治安維持法の「改正」は、国体変革について死刑の導入、目的遂行の処罰を目的とするもので、もともとは法律案として昭和3年4月20日に召集された第55回帝国議会（特別会）に提出されたが審議未了になったものである。
本来は、第55帝国議会の延長又は臨時議会の召集によるべきであったが与党少数の現状では、議会が紛糾することは必須であったので、原法相は、議会閉会の10日後の5月15日には緊急勅令による改正方針を閣議に提案している[40]。これに対しては閣内からも異論があり[40]、枢密院の審議において、議会の延長をしなかったのはなぜかとの質問に対し、「衆議院が議案を握りつぶす底意であり延長しても効がないと認めたからである。しかるに閉会後調査の進展に伴い危険がましていることが判明したと」と答弁がされている[41]。枢密院での採決は、審査委員会が5対3、本会議が12対5であった。[40]
第56帝国議会における承諾案件についても、衆議院において民政党の斎藤隆夫が、緊急性の有無と刑罰が加重であることを追及[42]し、採決では民政党と無産党が反対[43]したが委員会では、賛成9（政友会）、反対8（民政党7、無産党1）の1票差[44]、本会議では記名採決となり、賛成249、反対170[45]で可決された。

### 先議院
緊急勅令の承諾案件を貴族院、衆議院のいずれに提出するかついては、予算に関連するものは衆議院先議とすべきだが、他については提案の都合でどちらでもいいとしている。

## 承諾の状況
個々の状況は緊急勅令一覧を参照。
承諾の状況は、
1. 次期会期に効力の存続を求める必要がないとして承諾をもとめなかったもの 13本
  1. 次期会期前に廃止されたもの 6本
  2. 承諾前の緊急勅令を廃止するもの 5本[47]
  3. 既存の法律を廃止するもの 1本[注釈 16]
  4. 次期会期の時点で適用期限が終了していたもの 1本[注釈 16]
2. 衆議院先議で承諾を求めたもの 70本
  1. 承諾 62本
衆議院承諾のものの貴族院での結果
    1. 承諾 59本
    2. 審議未了 3本

  2. 不承諾 6本
  3. 審議未了 2本[注釈 17]
3. 貴族院先議で承諾を求めたもの 25本
貴族院先議での承諾案件は、貴族院においてはすべて承諾されている。
貴族院承諾のものの衆議院での結果
  1. 承諾 21本
  2. 不承諾 3本
  3. 審議未了 1本

上記のなかには、新聞雑誌又ハ文書図書ニ関スル件（明治24年勅令第46号）について第2回帝国議会で審議未了となった分は含んでおらず、再提出された第3回帝国議会分のみ含んでいる。

## 不承諾の理由
緊急勅令108本のうち承諾案件とされたものは95本であり、うち不承諾（すべて衆議院）が9本である。以下は承諾されなかった理由等について議会会議録において確認できることを個別に記することにする。
1. 新聞雑誌又ハ文書図書ニ関スル件（明治24年勅令第46号）
大津事件に際し、事前検閲を行うため制定された。[48]内容的に内務大臣が特に命令を発して事前検閲を行うことができるとするもので、新聞紙雑誌文書図画ニ外交上ニ係ル事件ヲ記載セントスル者ハ草案ノ検閲ヲ受ケシム（明治24年5月17日内務省令第4号）により検閲が実施された。この検閲は明治24年5月28日内務省令第6号により解除され[注釈 18]、以後は実施されなかった。従って承諾案件として提出されたときにはすでに適用がされていない状態であり、承諾しない理由として「もはや存続する必要がない」[49]となっている。
2. 朝鮮国ニ渡航禁止ニ関スル件（明治27年勅令第135号）
日清戦争開戦に伴い朝鮮への渡航について許可制を行うため制定され、広島で開会された第7回帝国議会で承諾が求められた。衆議院での不承諾は「存続する必要がない」[50]となっていたが、委員長報告のなかの議論では正当な渡航の妨げになるという主張もされていた。
3. 朝鮮国ニ渡航禁止ニ関スル件（明治28年勅令第144号）
不承諾になった明治27年勅令第135号と同じ内容のため反発は強かった。衆議院での不承諾は「第7回議会で不承諾としたもの再度の制定であり適当ではない。効がないだけではなく有害である」という強いものであった[51]。
4. 衆議院議員選挙取締罰則ニ関スル件（明治31年勅令第170号）
議員選挙に際して、銃砲、刀剣等の人を殺傷背べき物件の携帯を禁止した明治31年勅令第21号（議員選挙ニ就キ人ヲ殺傷スヘキ物件携帯禁止ノ件）が失効した日にその内容に加えて、買収の禁止などが追加したものである。
衆議院における表決は、審査特別委員会で承諾が1票で、承諾しない[52]となり、本会議においても同じ結論になった。承諾しないとする意見は、同様の内容が審議中の衆議院議員選挙法の改正[注釈 19]に盛り込まれており、内容が重複するので存続させる必要はないとするものであった[53]。
5. 府県、郡会議員選挙罰則ニ関スル件（明治32年勅令第377号）
内容は、衆議院議員選挙取締罰則ニ関スル件（明治31年勅令第170号）とほぼ同じ内容を地方議会選挙に適用するもの。衆議院審査特別委員会では5対3で承諾を与えるとすべしというものであったが衆議院本会議での採決では無記名投票結果、125対149で承諾しないとなった。
委員会の少数者報告（承諾しないとの意見）を行った山田武議員は、承諾しない理由として
イ すでに衆議院で可決し貴族院で審議中の選挙法改正と内容が重複すること
ロ 既存の法律と二重になる規定があること[54]をあげている。
また、討論にたった花井卓蔵議員は、承諾すべきではないという意見として山田議員の理由に加えて「緊急勅令は承諾しないことを慣例を開きたい」との主張を行っている。「非常命令は議会の立法権を制約するものであり、議会は常に否決しもし必要があるなら新たな立法を議会がすべき」との主張をしている。これはその後の歴史をみると議会の慣例とはなっていないが、その後の災害地地租延納ニ関スル件（明治36年勅令第8号）及び朝鮮ニ施行スヘキ法令ニ関スル件（明治43年勅令第324号）についての議会の対応はこれにそったと思われることがあり一定の支持があったことをうかがわさせる[55]。
6. 災害地地租延納ニ関スル件（明治36年勅令第8号）
前年の議会に同様の法案が提出されたが衆議院解散で審議未了となったものを緊急勅令で制定。災害により収穫が皆無となり、地租を納付する資力がなく納付困難と認められた場合に3年の延納を認めるもの。衆議院において「資力の判断は困難である。収穫皆無の場合に免除を認める法案の通過させている」として全会一致で不承諾となった[56]。なお衆議院で可決された「災害地地租免除ニ関スル法律案」は貴族院で「災害地地租延納ニ関スル法律案」に修正[57]された。免除でなく延納という点では勅令と同じ内容であるが、無資力の限定はなかった。衆議院は、「貴族院の修正には到底満足はできないが、すでに貴族院は散会しており両院協議会を開くこともできない。緊急勅令は不承諾としており、同意しない場合は延納もなくなる。勅令にくらべ未資力者限定がない点はまさっている」（藤沢議員の討論）として貴族院の修正に同意した。
7. 朝鮮ニ施行スヘキ法令ニ関スル件（明治43年勅令第324号）
韓国併合に伴い、朝鮮においては朝鮮総督の制定する制令で法律事項を定めることができるとするもの。衆議院は、このような立法委任そのものにを緊急勅令ではなく通常の法律にすべきであるとして「朝鮮ニ施行スヘキ法令ニ関スル法律」を可決し、これが貴族院で可決され成立したのち緊急勅令を全会一致で不承諾とした。[58]
8. 臨時物資供給令（大正12年勅令第420号）
9. 臨時物資供給特別会計令（大正12年勅令第421号）
臨時物資供給令及び臨時物資供給特別会計令は、いずれも関東大震災に際して制定された。
震災に際して米穀以外[注釈 20]の生活必需品及び復旧物資の供給の円滑化のため政府が物資の買い入れ販売を行うことができるとするもので、そのための特別会計も設立するもの。制定の趣旨は妥当だがすでに必要なしとして不承諾となった[59]。
10. 穀類収用令（大正7年勅令第324号）
米価の高騰により発生した米騒動に対応するため、穀類について強制的に収用し政府の決定した価格で買い上げるとするもの。不承諾でなく審議未了であるが、衆議院解散のような事情がないのに積極的に審議がされなかった。大正8年2月20日に衆議院で承諾[60]され、貴族院では、3月21日に委員会で質疑[61]があったが、そのまま会期末の3月26日で審議未了となった。

## 審議未了の場合
承諾の議案につき不承諾の議決があった場合には、憲法第8条第2項に規定する「議会ニ於テ承諾セサルトキ」に該当することは明らかであり、緊急勅令は将来に向かって効力を失うが、承諾議案が審議未了であった場合が、「議会ニ於テ承諾セサルトキ」に該当するかしないかの扱いについては、新聞雑誌又ハ文書図書ニ関スル件（明治24年勅令第46号）と衆議院議員選挙運動者ニ対スル罰則ノ件（明治31年勅令第21号）以降とで扱いを異にしている。
新聞雑誌又ハ文書図書ニ関スル件（明治24年勅令第46号）については、第2回帝国議会へ承諾の議案が提出され（このときは衆議院先議）たが、衆議院解散で、衆議院で審議未了となった。これについては、政府は失効するとはせず、第3回帝国議会に改めて承諾の議案を提出し衆議院で承諾されずに失効した。
一方、衆議院議員選挙運動者ニ対スル罰則ノ件（明治31年勅令第21号）は、承諾案件が貴族院で承諾されたが、衆議院で審議未了となり失効が公布された。
これについては、後の帝国議会で議員から質問があったが答弁では、「失効しないとした先例があるが新しい先例として審議未了の場合に失効した例をあげ、現政府もこの方針であると」して先例変更の理由については特に答弁していない。

## 失効

### 失効の期日
帝国議会が承諾しなかった、または審議未了となった場合に緊急勅令がいつ効力を失うかについては、将来に向かって効力を失うとする勅令の公布の日とする扱いである。
これは審議未了により承諾がされなかった独逸国等ニ属スル財産管理ノ件（大正8年勅令第304号）の失効を公布する大正9年勅令第47号が3月25日に公布された同じ日に、同一の内容の独逸国等ニ属スル財産管理ノ件（大正9年勅令第48号）が3月25日に公布され、かつ、施行日を「大正八年勅令第三百四号失効の日」としていることからも、失効日が大正9 年3月25日、後継の勅令が大正9 年3月25日に施行され、その間に切れ目がないようにしていると解されることからも裏づけられる。

### 公布の形式
憲法第8条2項は、「議会ニ於テ承諾セサルトキハ政府ハ将来ニ向テ其ノ効力ヲ失フコトヲ公布スヘシ」としている。この公布をどのような形式で行うかは憲法には明文の規定はないが、新聞雑誌又ハ文書図書ニ関スル件（明治24年勅令第46号）の失効を勅令で公布したのが例となり、公式令第7条第3項で明文化された。

### 審議未了による失効と同時に同一内容の緊急勅令が制定される場合
審議未了で失効とされた5本の緊急勅令のうち穀類収用令（大正7年勅令第324号）は特にあらたな制定はなかったが、他の4本はいずれも失効の日に同一内容の緊急勅令が制定されている。
1. 議員選挙ニ就キ人ヲ殺傷スヘキ物件携帯禁止ノ件（明治31年勅令第21号）
- 上記に代わるもの 衆議院議員選挙取締罰則ニ関スル件（明治31年勅令第170号）

この場合は議員選挙ニ就キ人ヲ殺傷スヘキ物件携帯禁止ノ件（明治31年勅令第21号）の内容に加えて、買収の禁止などが追加されている。
2. 独逸国等ニ属スル財産管理ノ件（大正8年勅令第304号）
- 上記に代わるもの 独逸国等ニ属スル財産管理ノ件（大正9年勅令第48号）

1919年、日本政府はベルサイユ条約（山東条項）の調印によりドイツ帝国の膠州湾租借地や山東鉄道の譲渡を受ける予定でおり、また委任統治となる南洋群島におけるドイツ財産の継承、その他のドイツ財産を賠償として処分することになり、まずその準備として、6月23日、緊急勅令により、中央同盟国のドイツ、オーストリア＝ハンガリー帝国及びオスマン帝国（トルコ）の国家・個人・法人所有の財産を日本の管理に移す手続を「独逸国等ニ属スル財産管理ノ件」として制定し、この管理事務を行うため、特殊財産管理局官制（大正8年6月27日勅令第307号）により選任職員14名からなる特殊財産管理局を内務省に設置した。
独逸国等ニ属スル財産管理ノ件（大正8年勅令第304号）は、翌年3月25日には貴族院で審議未了となり失効となったがたが（大正9年勅令47号）、同日、同一内容の独逸国等ニ属スル財産管理ノ件（大正9年勅令第48号）が公布された。更にベルサイユ条約の調印によりこれらの財産を接収し日本に継承させるために、同盟及連合国ト独逸国トノ平和条約ニ依ル財産処理ニ関スル件（大正9年勅令第171号）を制定した。
結果的に中華民国（北京政府）はベルサイユ条約の6月28日の調印を拒み、日本に対する五四運動も高まり、1922年の山東懸案解決に関する条約により膠州湾租借地及び山東鉄道は中国が所有することになり、1923年に返還されたので、膠州湾租借地や山東鉄道に関しては、これらの緊急勅令は1923年の時点で実効性を喪失した。
また、特殊財産管理局も1923年4月に専任職員2名体制に縮小され、1927年4月に廃止されており、山東省関係以外についても、独逸国等ニ属スル財産管理ノ件（大正9年勅令第48号）は実効性を喪失している。
3. 大豆、生牛肉、鳥卵、綿、繊糸及綿織物ノ輸入税ノ低減又ハ免除ノ件（大正8年勅令第478号）
- 上記に代わるもの 大豆、生牛肉、鳥卵、綿織糸及綿織物輸入税ノ件（大正9年勅令第52号）

4. 金貨兌換禁止ニ関スル件（昭和6年勅令第291号）
- 上記に代わるもの 金貨兌換禁止ニ関スル件（昭和7年勅令第4号）

### 不承諾による失効の場合
承諾しない議決の場合、直後に同一内容の緊急勅令が制定されたことはない。
日清戦争から日露戦争までの時期に、朝鮮（韓国）への渡航制限の緊急勅令は4回発令された。このうち、後の2本は次期会期前に、廃止されたため承諾の対象とはなっていない。最初の2本についてはいずれも衆議院が不承諾の議決をして失効している。
この2回のあとまた同一内容の緊急勅令が制定されたが、最初の朝鮮国ニ渡航禁止ニ関スル件（明治27年勅令第135号）の失効は、明治27年10月24日で、次の緊急勅令の朝鮮国ニ渡航禁止ニ関スル件（明治28年勅令第144号）は明治28年10月14日と1年後である。政府の説明は、「失効後更に已むを得ざる事変」として新たな事態に対処するためとしている更に、朝鮮国ニ渡航禁止ニ関スル件（明治28年勅令第144号）も明治29年4月13日に失効するがその次の朝鮮国ニ渡航禁止ニ関スル件（明治29年勅令第204号）は、明治29年5月11日とかなり近接して再度の制定がされている。なお朝鮮国ニ渡航禁止ニ関スル件（明治29年勅令第204号）は、7ヵ月後の明治29年12月21日に明治二十九年勅令第二百四号（朝鮮国へ渡航禁止ノ件）廃止ノ件（明治29年勅令第398号）で廃止されたため、これについて承諾を求めることはなかったので議会での議論もなかった。

## 現在の緊急勅令
緊急勅令は、「法律にかわるべき」ものであり法律としての効力を有し、帝国議会の承諾によりその効力は永続的なものになる。そのため日本国憲法施行後においても効力を失うことはない。従って現在効力については、その後に別の法律（又は緊急勅令もしくはポツダム命令）により廃止され、あるいは実効性喪失と認められるか個別に検討する必要がある。
緊急勅令は108本あるが現在の効力についてまとめると次のようである。
- 他の法律（あるいは緊急勅令）の廃止又は改正のためのもの 11本
  - 廃止するためのもの 7本
    - 明治二十七年勅令第百三十四号廃止ノ件（明治27年勅令第167号）
    - 朝鮮国へ渡航禁止ノ件）廃止ノ件（明治29年勅令第395号（明治二十九年勅令第二百四号）
    - 明治三十二年勅令第二百七十八号（韓国渡航禁止ノ件）廃止ノ件（明治32年勅令第376号）
    - 明治三十八年勅令第二百五号及同年勅令第二百六号廃止ノ件（明治38年勅令第242号）
    - 明治三十九年法律第五十六号（韓国ニ於ケル裁判事務ニ関スル件）廃止ノ件（明治42年勅令第235号）
    - 大正十二年勅令第三百九十八号（一定ノ地域ニ戒厳令中必要ノ規定ヲ適用スルノ件）廃止ノ件（大正42年勅令第478号）
    - 一定ノ地域ニ戒厳令中必要ノ規定ヲ適用スルノ件廃止ノ件（昭和11年勅令第189号）

  - 改正するためのもの 4本
    - 徴兵令中改正ノ件（明治37年勅令第212号）
    - 治安維持法中改正ノ件（昭和3年勅令第129号）
    - 昭和十四年法律第一号兵役法中改正法律中改正ノ件（昭和16年勅令第923号）
    - 所得税法中改正等の件（昭和21年勅令第128号）
- 失効したもの 15本
  - 不承諾による失効 14本
    - 新聞雑誌又ハ文書図書ニ関スル件（明治24年勅令第46号）
    - 朝鮮国ニ渡航禁止ニ関スル件（明治27年勅令第135号）
    - 朝鮮国ニ渡航禁止ニ関スル件（明治28年勅令第144号）
    - 議員選挙ニ就キ人ヲ殺傷スヘキ物件携帯禁止ノ件（明治31年勅令第21号）
    - 衆議院議員選挙取締罰則ニ関スル件（明治31年勅令第170号）
    - 府県、郡会議員選挙罰則ニ関スル件（明治32年勅令第377号）
    - 災害地地租延納ニ関スル件（明治36年勅令第8号）
    - 穀類収用令（大正7年勅令第324号）
    - 朝鮮ニ施行スヘキ法令ニ関スル件（明治43年勅令第324号）
    - 独逸国等ニ属スル財産管理ノ件（大正8年勅令第304号）
    - 大豆、生牛肉、鳥卵、綿、繊糸及綿織物ノ輸入税ノ低減又ハ免除ノ件（大正8年勅令第478号）
    - 臨時物資供給令（大正12年勅令第420号）
    - 臨時物資供給特別会計令（大正12年勅令第421号）
    - 金貨兌換禁止ニ関スル件（昭和6年勅令第291号）

  - 当該緊急勅令自体に定めた期限到来により失効 1本
    - 戦時船舶管理令(大正6年9月29日勅令第171号)は、同勅令附則第2項により第一次世界大戦の講和条約調印から1年後に失効した。
- 廃止されたもの 69本
  - 個別に廃止を目的とするものによるもの 15本
    - 他の緊急勅令によるもの 7本 （この項は廃止された勅令の件名[注釈 28]のみ掲載する）
      - 新聞紙雑誌及其他ノ出版物ニ関スル件（明治27年勅令第134号）
      - 朝鮮国ニ渡航禁止ニ関スル件（明治29年勅令第204号）
      - 朝鮮国ニ渡航禁止ニ関スル件（明治32年勅令第278号）
      - 東京府内一定ノ地域ニ戒厳令中必要ノ規定ヲ適用スルノ件（明治38年勅令第205号）
      - 新聞紙雑誌ノ取締ニ関スル件（明治38年勅令第206号）
      - 一定ノ地域ニ戒厳令中必要ノ規定ヲ適用スルノ件（大正12年勅令第398号）
      - 一定ノ地域ニ戒厳令中必要ノ規定ヲ適用スルノ件（昭和11年勅令第18号）

    - 法律によるもの 8本（この項は廃止する法律の題名のみ題名中に廃止される勅令の題名があるため掲載する）
      - 明治四十三年勅令第三百三十一号（朝鮮ヨリ移入スル貨物ノ移入税等ニ関スル件）等ノ廃止ニ関スル法律(大正9年8月7日法律第50号)
      - 非常徴発令廃止ニ関スル法律（大正13年7月18日法律第7号）
      - 大正十二年勅令第四百五号（生活必需品ニ関スル暴利取締ノ件）廃止法律（大正15年3月25日法律第5号）
      - 昭和十一年勅令第二十一号（東京陸軍軍法会議ニ関スル件）廃止法律 （昭和13年4月9日法律第80号）
      - ポツダム宣言の受諾に伴い発する命令に関する件の廃止に関する法律（昭和27年4月11日法律第81号）
      - 日本銀行券預入令等を廃止する法律（昭和29年4月10日法律第66号）[67]
      - 金融緊急措置令を廃止する法律（昭和38年7月22日法律第159号）

  - 後継の法律の制定によるもの 9本
    - 俘虜処罰ニ関スル法律（明治38年3月1日法律第38号）により廃止
      - 俘虜ノ処罰ニ関スル件（明治37年勅令第225号）

    - 外国ニ於テ流通スル貨幣紙幣銀行券証券偽造変造及模造ニ関スル法律（明治38年3月20日法律第66号）により廃止
      - 外国ニ於テ流通スル硬貨紙幣銀行券帝国官府発行ノ証券ノ偽造変造ニ関スル件(明治37年6月28日勅令第177号)

    - 陸軍軍法会議法（大正10年4月26日法律第85号）により廃止
      - 臨時陸軍軍法会議並其管轄地内ニ於ケル陸軍刑法ノ適用ニ関スル件(明治28年7月1日勅令第92号)

    - 治安維持法(大正14年4月22日法律第46号)により廃止
      - 治安維持ノ為ニスル罰則ニ関スル件(大正12年9月7日勅令第403号)

    - 家畜伝染病予防法中改正法律(昭和2年3月31日法律第28号) により廃止
      - 牛ノ伝染性肋膜肺炎ノ防遏ニ関スル件(大正14年7月3日勅令第245号)

    - 鉄ノ輸入税免除ニ関スル法律(昭和12年8月11日法律第57号)により廃止
      - 鉄ノ輸入税免除ニ関スル件(昭和12年4月15日勅令第130号)

    - 金準備評価法（昭和12年8月11日法律第60号）により廃止
      - 銀行券ノ金貨兌換ニ関スル件(昭和7年1月28日勅令第4号)

    - 財産税法の一部を改正する法律(昭和26年11月26日法律第263号)により廃止
      - 臨時財産調査令(昭和21年2月17日勅令第85号)

    - 主要食糧の需給及び価格の安定に関する法律（平成6年12月14日法律第113号）により廃止
      - 食糧緊急措置令(昭和21年2月17日勅令第86号)

  - 後継の緊急勅令の制定によるもの 1本
    - 軍事郵便物ニ関スル件(明治37年2月6日勅令第19号)により廃止
      - 海外派遣ノ軍隊軍艦軍衛其他軍人軍属ニ関スル郵便物ノ件(明治27年6月15日勅令第67号)

  - 戦時立法廃止のポツダム勅令によるもの 3本
    - 昭和二十年勅令第五百四十二号「ポツダム」宣言ノ受諾ニ伴ヒ発スル命令ニ関スル件ニ基ク臨時郵便取締令廃止ノ件(昭和20年10月24日勅令第605号)
      - 昭和二十年勅令第五百四十二号ポツダム宣言の受諾に伴ひ発する命令に関する件に基く船舶保護法の廃止等に関する勅令(昭和21年11月22日勅令第562号) により廃止
      - 軍事郵便物ニ関スル件(明治37年2月6日勅令第19号)

    - 昭和二十年勅令第五百四十二号「ポツダム」宣言ノ受諾ニ伴ヒ発スル命令ニ関スル件ニ基ク要塞地滞法廃止等ノ件(昭和20年10月15日勅令第576号) により廃止
      - 防禦海面令(明治37年1月23日勅令第11号)

  - 適用対象消滅により一括廃止法律によるもの 41本
    - 政府出資特別会計法外二十一法令の廃止等に関する法律(昭和21年9月13日法律第21号) により廃止
      - 朝鮮総督府特別会計ニ関スル件 ( 明治43年勅令第406号 )

    - 自治庁関係法令の整理に関する法律（昭和29年法律第82号）により廃止 4本
      - 衆議院議員選挙資格ニ関スル件（大正4年勅令第11号）
      - 東京府神奈川県等ニ於ケル現任府県会議員ノ任期等ニ関スル件(大正12年勅令第409号)
      - 東京府及神奈川県ニ於ケル衆議院議員選挙人名簿調製ニ関スル件(大正12年勅令第423号)
      - 衆議院議員選挙法第十二条ノ特例ニ関スル件(昭和20年勅令第537号)

    - 大蔵省関係法令の整理に関する法律（昭和29年法律第121号） 27本
      - 朝鮮事件費に関する財政上必要処分の件（明治27年勅令第143号）
      - 軍事公債条例（明治27年勅令第144号）
      - 清国事件費に関する財政上必要処分の件（明治33年勅令第277号）
      - 帝国憲法第七十条に依る財政上必要処分の件（明治36年勅令第291号）
      - 公債募集に関する件（明治37年勅令第228号）
      - 公債募集に関する件（明治38年勅令第194号）
      - 帝国憲法第七十条に依る財政上必要処分の件（明治43年勅令第326号）
      - 帝国憲法第七十条に依る財政上必要処分の件（明治43年勅令第327号）
      - 帝国憲法第七十条に依る財政上必要処分の件（明治43年勅令第328号）
      - 朝鮮に於ける臨時恩賜に関する件（明治43年勅令第329号）
      - 旧韓国政府に属したる歳入歳出の予算に関する会計の経理及旧韓国政府に属したる財産の管理に関する件（明治43年勅令第330号）
      - 小額紙幣発行に関する件（大正6年勅令第202号）
      - 大豆、生牛肉、鳥卵、綿織糸及綿織物の輸入税の低減又は免除に関する件（大正9年勅令第52号）
      - 震災被害者ニ対スル租税ノ減税等ニ関スル件(大正12年9月12日勅令第410号)
      - 生活必需品並土木又は建築の用に供する器具、機械及材料の輸入税の低減又は免除に関する件（大正12年勅令第411号）
      - 日本銀行の手形の割引に因る損失の補償に関する財政上必要処分の件（大正12年勅令第424号）
      - 震災被害者の営業税課税標準算定の特例等に関する件（大正13年勅令第21号）
      - 震災善後に関する経費支弁の為公債発行に関する件（大正13年勅令第46号）
      - 満州事件に関する経費支弁の為公債発行に関する件（昭和7年勅令第6号）
      - 昭和六年度に於ける国債償還資金の繰入一部停止に関する件（昭和7年勅令第7号）
      - 満州事件に関する経費支弁の為公債発行に関する件（昭和7年勅令第14号）
      - 満州事件に関する経費支弁の為公債発行に関する件（昭和7年勅令第19号）
      - 復員に関する経費等支出の件（昭和21年勅令第127号）
      - 生鮮食料品、石炭、鉄及電気銅に関する価格調整補給金等支出の件（昭和21年勅令第159号）
      - 政府職員の給与改善に伴ひ要する経費等支出の件（昭和21年勅令第179号）
      - 昭和二十一年度に於ける大蔵省証券及借入金の最高額に関する件（昭和21年勅令第241号）
      - 外地等職員の帰還に伴ひ要する経費等支出の件（昭和21年勅令第242号）

    - 農林省関係法令の整理に関する法律（昭和29年6月1日法律第137号）により廃止
      - 馬匹ノ輸出ヲ禁止スルノ件(明治33年7月5日勅令第294号)

    - 通商産業省関係法令の整理に関する法律（昭和29年6月1日法律第138号）により廃止 3本
      - 特許法、意匠法及び実用新案法を朝鮮に施行することに関する件（明治43年勅令第336号）
      - 商標法を朝鮮に施行することに関する件（明治43年勅令第337号）
      - 隠匿物資等緊急措置令（昭和21年勅令第88号）

    - 内閣及び総理府関係法令の整理に関する法律（昭和29年7月1日法律第203号）により廃止
      - 震災地ノ行政庁ノ権限ニ属スル処分ニ基ク権利利益ノ存続期間等ニ関スル件(大正12年9月12日勅令第412号)

    - 中央省庁等改革関係法施行法（平成11年12月22日法律第160号）により廃止 4本
      - 法人に対する破産宣告に関する件（大正12年勅令第475号）
      - 災害善後に関する経費支弁の為公債発行に関する件（昭和11年勅令第7号）
      - 通信事業特別会計又は帝国鉄道会計に於ける昭和二十年度の追加経費支弁の為の借入金に関する件（昭和21年勅令第111号）
      - 通信事業特別会計業務勘定又は帝国鉄道会計収益勘定に於ける昭和二十年度の追加経費支弁又は歳入不足補填の為の追加借入金及帝国鉄道会計用品資金補足の為の公債発行に関する件（昭和21年勅令第180号）

上記以外の次の13本についてもほとんどが実効性喪失と認められる。ただし実効性喪失は、法的な根拠によるものでないため見解の相違が発生する。公的な法令データベースとして、日本法令索引（国立国会図書館）と総務省のe-Gov法令検索があるが見解に相違がある場合がある。
- 船舶及物件ノ検疫及取締ニ関スル件（明治43年勅令第333号）
- 著作権法ヲ朝鮮ニ施行ノ件（明治43年勅令第338号）

この2本は、韓国併合に伴うものであり、現在では適用対象がないとして日本法令索引では、実効性喪失、e-Gov法令検索でも未収録としている。あるいは対日平和条約の発効で失効という見方もできるかもしれない。
- 米及籾ノ輸入税ノ低減又ハ免除ノ件（大正7年勅令第373号）

この勅令は、米及びもみについて別途の勅令で軽減又は免除できるとするもので、大正7年勅令第374号（米及籾ノ輸入税免除ノ件）で大正8年10月31日まで免除とされ、更に、
大正8年10月13日勅令第443号（大正七年勅令第三百七十四号（米及籾ノ輸入税免除ノ件）中改正ノ件）で適用期限が大正9年10月31日まで延長された。その後は米穀法(大正10年4月4日法律第36号)第2条で「増減若ハ免除」が可能となったためこの規定に基づき米の関税率の調整が行われ、また関税定率法第6条<昭和29年改正の後は第12条>によっても軽減又は免除が可能で、実際にも発動されていたので、この勅令が適用されることはなくなった。このため、日本法令索引では、実効性喪失、e-Gov法令検索でも未収録としている。しかし現在発動されていないとはいえいつでも政令により免除する根拠とはなりえるものであり、関税定率法第12条と重複するが、勅令には発動の要件がなくより広い場合に適用が可能である。また勅令が発動状態であった時期に、同じように勅令で関税の軽減免除を可能とする「大豆、生牛肉、鳥卵、綿織糸及綿織物の輸入税の低減又は免除に関する件（大正9年勅令第52号）」は、大蔵省関係法令の整理に関する法律（昭和29年5月22日法律第121号）で廃止されているのに、米及籾ノ輸入税ノ低減又ハ免除ノ件（大正7年勅令第373号）は廃止対象とされていないのはあえて残す意図があった可能性もあり、実効性喪失とするには疑問がないわけではない。
- 独逸国等ニ属スル財産管理ノ件（大正9年勅令第48号）
- 帝国ト独逸国トノ間ニ設置スル混合仲裁裁判所ニ関スル件（大正9年勅令第87号）
- 同盟及連合国ト独逸国トノ平和条約ニ依ル財産処理ニ関スル件（大正9年勅令第171号）
- 混合仲裁裁判所ニ関スル件（大正9年勅令第485号）
- 平和条約ニ依ル財産処理ニ関スル件（大正9年勅令第534号）
- 帝国ト洪牙利国トノ間ニ設置スル混合仲裁裁判所ニ関スル件（大正10年勅令第375号）
- 同盟及連合国ト洪牙利国トノ平和条約ニ依ル財産処理ニ関スル件（大正10年勅令第376号）

この7本は、第一次世界大戦の終了にともなうベルサイユ条約によるドイツの賠償に関するものである。日本法令索引では、実効性喪失、e-Gov法令検索でも未収録としておりすでに実効性喪失であることは明らかであろう。
- 私法上ノ金銭債務ノ支払延期及手形等ノ権利保存行為ノ期間延長ニ関スル件 （大正12年 勅令第404号）

関東大震災時における支払い猶予（モラトリアム）のためのもの。延期された期間がすでに終了しており、政府は、効力の消滅していて、効力を継続する必要がないとして議会の承諾を求めなかった。（前述の承諾を求めない場合を参照）。日本法令索引では、実効性喪失、e-Gov法令検索でも未収録としておりすでに実効性喪失であることは明らかであろう。もっとも政府は失効の公布をしていないが、承諾がされない以上、公布後の次の帝国議会の終了（1923年（大正12年）12月23日）時点で失効したという見方もできる。
- 株主名簿ヲ喪失セル会社ノ件（大正12年勅令第471号）

関東大震災で株主名簿が喪失した場合の措置を定めたもの。現在でも適用されている可能性があり、日本法令索引では、現行法令としてあつかっている。e-Gov法令検索では、未収録。日本法令検索の見解に従えば、唯一の現在効力のある緊急勅令ということになる。
- 私法上ノ金銭債務ノ支払延期及手形等ノ権利保存行為ノ期間延長ニ関スル件 （昭和2年 勅令第96号）

昭和恐慌における支払い猶予（モラトリアム）のためのもの。猶予期間中に、議会が召集されたため承諾手続きがされた。延期された期間がすでに終了しており、日本法令索引では、実効性喪失、e-Gov法令検索でも未収録としておりすでに実効性喪失であることは明らかであろう。

## 緊急勅令一覧
実効性喪失の根拠については、上記現行の緊急勅令を参照。
| 根拠規定   | 裁可の日         | 公布の日         | 官報       | 勅令番号 | 題名又は件名 | 施行日                             | 先議議院 | 貴族院での承諾の有無                                                                       | 年月日                                                                                     | 衆議院での承諾の有無                                                                       | 年月日                                                                                     | 失効、廃止等                   | 年月日                                             | 根拠        | 備考        |
| ---------- | ---------------- | ---------------- | ---------- | -------- | --- | ---------------------------------- | -------- | ------------------------------------------------------------------------------------------ | ------------------------------------------------------------------------------------------ | ------------------------------------------------------------------------------------------ | ------------------------------------------------------------------------------------------ | ------------------------------ | -------------------------------------------------- | ----------- | ----------- |
| 8条        | 明治24年5月16日  | 明治24年5月16日  | 号外       | 第46号   | 新聞雑誌又ハ文書図書ニ関スル件 | 発布の日                           | 貴族院   | 承諾                                                                                       | 明治25年5月23日                                                                            | 不承諾                                                                                     | 明治25年6月3日                                                                             | 失効                           | 明治25年6月10日                                    | 勅令第47号  |             |
| 8条        | 明治27年6月14日  | 明治27年6月15日  | 3287号     | 第67号   | 海外派遣ノ軍隊軍艦軍衛其他軍人軍属ニ関スル郵便物ノ件 | 発布の日                           | 貴族院   | 承諾                                                                                       | 明治27年10月19日                                                                           | 承諾                                                                                       | 明治27年10月21日                                                                           | 廃止                           | 明治37年2月6日                                     | 勅令第19号  |             |
| 8条        | 明治27年8月1日   | 明治27年8月2日   | 3328号     | 第134号  | 新聞紙雑誌及其他ノ出版物ニ関スル件 | 発布の日                           |          | 次期会期前に廃止のため、承諾不要                                                           | 次期会期前に廃止のため、承諾不要                                                           | 次期会期前に廃止のため、承諾不要                                                           | 次期会期前に廃止のため、承諾不要                                                           | 廃止                           | 明治27年9月13日                                    | 勅令第167号 |             |
| 8条        | 明治27年8月1日   | 明治27年8月2日   | 3328号     | 第135号  | 許可ナクシテ朝鮮国ヘ渡航禁止ノ件 | 発布の日                           | 貴族院   | 承諾                                                                                       | 明治27年10月19日                                                                           | 不承諾                                                                                     | 明治27年10月21日                                                                           | 失効                           | 明治27年10月24日                                   | 勅令第184号 |             |
| 70条       | 明治27年8月13日  | 明治27年8月14日  | 3338号     | 第143号  | 朝鮮事件費ニ関スル財政上必要処分ニ関スル件 | 施行日の規定なし                   | 衆議院   | 承諾                                                                                       | 明治27年10月21日                                                                           | 承諾                                                                                       | 明治27年10月20日                                                                           | 廃止                           | 昭和29年5月22日                                    | 法律第121号 |             |
| 70条       | 明治27年8月15日  | 明治27年8月16日  | 3340号     | 第144号  | 軍事公債条例 | 施行日の規定なし                   | 衆議院   | 承諾                                                                                       | 明治27年10月21日                                                                           | 承諾                                                                                       | 明治27年10月21日                                                                           | 廃止                           | 昭和29年5月22日                                    | 法律第121号 | [ 注釈 33 ] |
| 8条        | 明治27年9月12日  | 明治27年9月13日  | 3364号     | 第167号  | 明治二十七年勅令第百三十四号廃止ノ件 | 発布の日から廃止                   |          | 廃止のためのものであるので承諾不要                                                         | 廃止のためのものであるので承諾不要                                                         | 廃止のためのものであるので承諾不要                                                         | 廃止のためのものであるので承諾不要                                                         |                                |                                                    |             |             |
| 8条        | 明治28年6月29日  | 明治28年7月1日   | 3600号     | 第92号   | 臨時陸軍軍法会議並其管轄地内ニ於ケル陸軍刑法ノ適用ニ関スル件 | 発布の日                           | 衆議院   | 承諾                                                                                       | 明治29年2月1日                                                                             | 承諾                                                                                       | 明治29年1月25日                                                                            | 廃止                           | 大正10年4月26日                                    | 法律第85号  |             |
| 8条        | 明治28年10月13日 | 明治28年10月14日 | 3689号     | 第144号  | 朝鮮国ニ渡航禁止ニ関スル件 | 発布の日                           | 貴族院   | 承諾                                                                                       | 明治29年1月16日                                                                            | 不承諾                                                                                     | 明治29年2月7日                                                                             | 失効                           | 明治29年4月13日                                    | 勅令第134号 |             |
| 8条        | 明治29年5月9日   | 明治29年5月11日  | 3857号     | 第204号  | 朝鮮国ニ渡航禁止ニ関スル件 | 発布の日                           |          | 次期会期前に廃止のため、承諾不要                                                           | 次期会期前に廃止のため、承諾不要                                                           | 次期会期前に廃止のため、承諾不要                                                           | 次期会期前に廃止のため、承諾不要                                                           | 廃止                           | 明治29年5月11日                                    | 勅令第398号 |             |
| 8条        | 明治29年12月21日 | 明治29年12月21日 | 号外       | 第398号  | 明治二十九年勅令第二百四号（朝鮮国へ渡航禁止ノ件）廃止ノ件 | 発布の日から廃止                   |          | 廃止のためのものであるので承諾不要                                                         | 廃止のためのものであるので承諾不要                                                         | 廃止のためのものであるので承諾不要                                                         | 廃止のためのものであるので承諾不要                                                         |                                |                                                    |             |             |
| 8条        | 明治31年2月8日   | 明治31年2月9日   | 4379号     | 第21号   | 議員選挙ニ就キ人ヲ殺傷スヘキ物件携帯禁止ノ件 | 明治31年2月20日                    | 貴族院   | 承諾                                                                                       | 明治31年5月25日                                                                            | 審議未了                                                                                   | 明治29年6月10日                                                                            | 失効                           | 明治31年7月19日                                    | 勅令第169号 |             |
| 8条        | 明治31年7月19日  | 明治31年7月19日  | 号外       | 第170号  | 衆議院議員選挙取締罰則ニ関スル件 | 発布の日                           | 衆議院   | 先議の衆議院で不承諾のため議決せず                                                         | 先議の衆議院で不承諾のため議決せず                                                         | 不承諾                                                                                     | 明治32年2月14日                                                                            | 失効                           | 明治32年2月22日                                    | 勅令第42号  |             |
| 8条        | 明治32年6月17日  | 明治32年6月17日  | 号外       | 第278号  | 韓国ニ渡航禁止ノ件 | 発布の日                           |          | 次期会期前に廃止のため、承諾不要                                                           | 次期会期前に廃止のため、承諾不要                                                           | 次期会期前に廃止のため、承諾不要                                                           | 次期会期前に廃止のため、承諾不要                                                           | 廃止                           | 明治32年8月16日                                    | 勅令第278号 |             |
| 8条        | 明治32年8月16日  | 明治32年8月17日  | 4839号     | 第376号  | 明治三十二年勅令第二百七十八号（韓国渡航禁止ノ件）廃止ノ件 | 発布の日から廃止                   |          | 廃止のためのものであるので承諾不要                                                         | 廃止のためのものであるので承諾不要                                                         | 廃止のためのものであるので承諾不要                                                         | 廃止のためのものであるので承諾不要                                                         |                                |                                                    |             |             |
| 8条        | 明治32年8月16日  | 明治32年8月17日  | 4839号     | 第377号  | 府県、郡会議員選挙罰則ニ関スル件 | 発布の日                           | 衆議院   | 先議の衆議院で不承諾のため議決せず                                                         | 先議の衆議院で不承諾のため議決せず                                                         | 不承諾                                                                                     | 明治33年2月14日                                                                            | 失効                           | 明治33年3月7日                                     | 勅令第43号  |             |
| 70条       | 明治33年6月26日  | 明治33年6月27日  | 5094号     | 第277号  | 清国事件費ニ関スル財政上必要処分ニ関スル件 | 施行日の規定なし                   | 衆議院   | 承諾                                                                                       | 明治33年3月22日                                                                            | 承諾                                                                                       | 明治33年3月16日                                                                            | 廃止                           | 昭和29年5月22日                                    | 法律第121号 |             |
| 8条        | 明治33年7月4日   | 明治33年7月5日   | 5101号     | 第294号  | 馬匹輸出禁止ニ関スル件 | 発布の日                           | 貴族院   | 承諾                                                                                       | 明治34年2月20日                                                                            | 承諾                                                                                       | 明治34年3月19日                                                                            | 廃止                           | 昭和29年6月1日                                     | 法律第137号 |             |
| 8条        | 明治36年2月2日   | 明治36年2月3日   | 5873号     | 第8号    | 災害地地租延納ニ関スル件 | 発布の日                           | 衆議院   | 先議の衆議院で不承諾のため議決せず                                                         | 先議の衆議院で不承諾のため議決せず                                                         | 不承諾                                                                                     | 明治36年5月31日                                                                            | 失効                           | 明治36年6月16日                                    | 勅令第100号 |             |
| 70条       | 明治36年12月28日 | 明治36年12月28日 | 号外       | 第291号  | 臨時事件ニ関スル財政上必要処分ニ関スル件 | 施行日の規定なし                   | 衆議院   | 承諾                                                                                       | 明治36年3月27日                                                                            | 承諾                                                                                       | 明治36年3月25日                                                                            | 廃止                           | 昭和29年5月22日                                    | 法律第121号 |             |
| 8条        | 明治37年1月22日  | 明治37年1月23日  | 6166号     | 第11号   | 防禦海面令 | 発布の日                           | 衆議院   | 承諾                                                                                       | 明治37年3月27日                                                                            | 承諾                                                                                       | 明治37年3月25日                                                                            | 廃止                           | 昭和20年10月15日                                   | 勅令第576号 |             |
| 8条        | 明治37年2月5日   | 明治37年2月6日   | 6177号     | 第19号   | 軍事郵便物ニ関スル件 | 発布の日                           | 衆議院   | 承諾                                                                                       | 明治37年3月27日                                                                            | 承諾                                                                                       | 明治37年3月25日                                                                            | 廃止                           | 昭和21年11月22日                                   | 勅令第562号 |             |
| 8条        | 明治37年6月27日  | 明治37年6月28日  | 6297号     | 第177号  | 外国ニ於テノミ流通スル硬貨紙幣銀行券帝国官府発行ノ証券ノ偽造変造ニ関スル件                                                                                           | 発布の日                           | 衆議院   | 承諾                                                                                       | 明治38年2月23日                                                                            | 承諾                                                                                       | 明治38年2月7日                                                                             | 廃止                           | 明治38年3月20日                                    | 法律第66号  | [ 注釈 34 ] |
| 8条        | 明治37年9月28日  | 明治37年9月29日  | 6376号     | 第212号  | 徴兵令中改正ノ件 | 発布の日                           | 衆議院   | 承諾                                                                                       | 明治37年12月26日                                                                           | 承諾                                                                                       | 明治37年12月13日                                                                           | 他の法律の改正                 |                                                    |             |             |
| 8条        | 明治37年10月25日 | 明治37年10月26日 | 6398号     | 第225号  | 俘虜ノ処罰ニ関スル件 | 発布の日                           | 衆議院   | 承諾                                                                                       | 明治38年2月17日                                                                            | 承諾                                                                                       | 明治38年2月7日                                                                             | 廃止                           | 明治38年3月1日                                     | 法律第38号  |             |
| 8条、70条  | 明治37年11月10日 | 明治37年11月10日 | 号外       | 第228号  | 公債募集ニ関スル件 | 施行日の規定なし                   | 衆議院   | 承諾                                                                                       | 明治37年12月26日                                                                           | 承諾                                                                                       | 明治37年12月13日                                                                           | 廃止                           | 昭和29年5月22日                                    | 法律第121号 |             |
| 8条、 70条 | 明治38年7月8日   | 明治38年7月8日   | 号外       | 第194号  | 公債募集ニ関スル件 | 施行日の規定なし                   | 衆議院   | 承諾                                                                                       | 明治39年3月13日                                                                            | 承諾                                                                                       | 明治39年3月1日                                                                             | 廃止                           | 昭和29年5月22日                                    | 法律第121号 |             |
| 8条        | 明治38年9月6日   | 明治38年9月6日   | 号外       | 第205号  | 東京府内一定ノ地域ニ戒厳令中必要ノ規定ヲ適用スルノ件 | 発布の日                           |          | 次期会期前に廃止のため、承諾不要                                                           | 次期会期前に廃止のため、承諾不要                                                           | 次期会期前に廃止のため、承諾不要                                                           | 次期会期前に廃止のため、承諾不要                                                           | 廃止                           | 明治38年11月29日                                   | 勅令第242号 |             |
| 8条        | 明治38年9月6日   | 明治38年9月6日   | 号外       | 第206号  | 新聞紙雑誌ノ取締ニ関スル件 | 発布の日                           |          | 次期会期前に廃止のため、承諾不要                                                           | 次期会期前に廃止のため、承諾不要                                                           | 次期会期前に廃止のため、承諾不要                                                           | 次期会期前に廃止のため、承諾不要                                                           | 廃止                           | 明治38年11月29日                                   | 勅令第242号 |             |
| 8条        | 明治38年11月29日 | 明治38年11月29日 | 号外       | 第242号  | 明治三十八年勅令第二百五号及同年勅令第二百六号廃止ノ件 | 発布の日から廃止                   |          | 廃止のためのものであるので承諾不要                                                         | 廃止のためのものであるので承諾不要                                                         | 廃止のためのものであるので承諾不要                                                         | 廃止のためのものであるので承諾不要                                                         |                                |                                                    |             |             |
| 8条        | 明治42年10月16日 | 明治42年10月18日 | 7896号     | 第235号  | 明治三十九年法律第五十六号（韓国ニ於ケル裁判事務ニ関スル件）廃止ノ件                                                                                                 | 明治42年10月31日限り廃止           |          | 廃止のためのものであるので承諾不要                                                         | 廃止のためのものであるので承諾不要                                                         | 廃止のためのものであるので承諾不要                                                         | 廃止のためのものであるので承諾不要                                                         |                                |                                                    |             |             |
| 8条        | 明治43年8月29日  | 明治43年8月29日  | 号外       | 第324号  | 朝鮮ニ施行スヘキ法令ニ関スル件 | 公布の日                           | 衆議院   | 先議の衆議院で不承諾のため議決せず                                                         | 先議の衆議院で不承諾のため議決せず                                                         | 不承諾                                                                                     | 明治44年3月16日                                                                            | 失効                           | 明治44年3月25日                                    | 勅令第30号  |             |
| 70条       | 明治43年8月29日  | 明治43年8月29日  | 号外       | 第326号  | 韓国併合ニ伴フ財政上必要処分ニ関スル件 | 公布の日                           | 衆議院   | 承諾                                                                                       | 明治44年3月13日                                                                            | 承諾                                                                                       | 明治44年3月7日                                                                             | 廃止                           | 昭和29年5月22日                                    | 法律第121号 |             |
| 70条       | 明治43年8月29日  | 明治43年8月29日  | 号外       | 第327号  | 韓国併合ニ伴フ財政上必要処分ニ関スル件 | 公布の日                           | 衆議院   | 承諾                                                                                       | 明治44年3月13日                                                                            | 承諾                                                                                       | 明治44年3月7日                                                                             | 廃止                           | 昭和29年5月22日                                    | 法律第121号 |             |
| 70条       | 明治43年8月29日  | 明治43年8月29日  | 号外       | 第328号  | 韓国併合ニ伴フ財政上必要処分ニ関スル件 | 公布の日                           | 衆議院   | 承諾                                                                                       | 明治44年3月13日                                                                            | 承諾                                                                                       | 明治44年3月7日                                                                             | 廃止                           | 昭和29年5月22日                                    | 法律第121号 |             |
| 8条        | 明治43年8月29日  | 明治43年8月29日  | 号外       | 第329号  | 朝鮮ニ於ケル臨時恩賜ニ関スル件 | 公布の日                           | 衆議院   | 承諾                                                                                       | 明治44年3月13日                                                                            | 承諾                                                                                       | 明治44年3月7日                                                                             | 廃止                           | 昭和29年5月22日                                    | 法律第121号 |             |
| 8条        | 明治43年8月29日  | 明治43年8月29日  | 号外       | 第330号  | 旧韓国政府ニ属シタル財産管理ニ関スル件 | 公布の日                           | 衆議院   | 承諾                                                                                       | 明治44年3月13日                                                                            | 承諾                                                                                       | 明治44年3月7日                                                                             | 廃止                           | 昭和29年5月22日                                    | 法律第121号 |             |
| 8条        | 明治43年8月29日  | 明治43年8月29日  | 号外       | 第331号  | 朝鮮ヨリ移入スル貨物ノ移入税等ニ関スル件 | 公布の日                           | 衆議院   | 承諾                                                                                       | 明治44年3月13日                                                                            | 承諾                                                                                       | 明治44年3月7日                                                                             | 廃止                           | 大正9年8月7日                                      | 法律第50号  |             |
| 8条        | 明治43年8月29日  | 明治43年8月29日  | 号外       | 第333号  | 船舶及物件ノ検疫及取締ニ関スル件 | 公布の日                           | 衆議院   | 承諾                                                                                       | 明治44年3月13日                                                                            | 承諾                                                                                       | 明治44年3月7日                                                                             | 実効性喪失                     |                                                    |             |             |
| 8条        | 明治43年8月29日  | 明治43年8月29日  | 号外       | 第336号  | 特許法等朝鮮施行ニ関スル件 | 公布の日                           | 衆議院   | 承諾                                                                                       | 明治44年3月13日                                                                            | 承諾                                                                                       | 明治44年3月7日                                                                             | 廃止                           | 昭和29年6月1日                                     | 法律第138号 |             |
| 8条        | 明治43年8月29日  | 明治43年8月29日  | 号外       | 第337号  | 商標権ヲ朝鮮ニ施行ノ件 | 公布の日                           | 衆議院   | 承諾                                                                                       | 明治44年3月13日                                                                            | 承諾                                                                                       | 明治44年3月7日                                                                             | 廃止                           | 昭和29年6月1日                                     | 法律第138号 |             |
| 8条        | 明治43年8月29日  | 明治43年8月29日  | 号外       | 第338号  | 著作権法ヲ朝鮮ニ施行ノ件 | 公布の日                           | 衆議院   | 承諾                                                                                       | 明治44年3月13日                                                                            | 承諾                                                                                       | 明治44年3月7日                                                                             | 実効性喪失                     |                                                    |             |             |
| 8条、70条  | 明治43年9月30日  | 明治43年9月30日  | 号外       | 第406号  | 朝鮮総督府特別会計ニ関スル件 | 明治43年10月1日                    | 衆議院   | 承諾                                                                                       | 明治44年3月13日                                                                            | 承諾                                                                                       | 明治44年3月7日                                                                             | 廃止                           | 昭和21年9月13日                                    | 法律第21号  |             |
| 8条        | 大正4年2月13日   | 大正4年2月15日   | 759号      | 第11号   | 衆議院議員選挙資格ニ関スル件 | 施行日の規定なし                   | 衆議院   | 承諾                                                                                       | 大正4年6月5日                                                                              | 承諾                                                                                       | 大正4年5月31日                                                                             | 廃止                           | 昭和29年5月1日                                     | 法律第82号  |             |
| 8条        | 大正6年9月28日   | 大正6年9月29日   | 1549号     | 第171号  | 戦時船舶管理令 | 大正6年10月1日                     | 貴族院   | 承諾                                                                                       | 大正7年2月16日                                                                             | 承諾                                                                                       | 大正7年3月12日                                                                             | 失効                           | 同勅令附則第2項により講和条約調印から1年後に失効。 |             |             |
| 8条        | 大正6年10月29日  | 大正6年10月30日  | 1574号     | 第202号  | 小額紙幣発行ニ関スル件 | 公布の日                           | 貴族院   | 承諾                                                                                       | 大正7年2月4日                                                                              | 承諾                                                                                       | 大正7年3月7日                                                                              | 廃止                           | 昭和29年5月22日                                    | 法律第121号 |             |
| 8条        | 大正7年8月16日   | 大正7年8月16日   | 号外       | 第324号  | 穀類収用令 | 公布の日                           | 衆議院   | 審議未了                                                                                   | 大正8年3月26日                                                                             | 承諾                                                                                       | 大正8年2月20日                                                                             | 失効                           | 大正8年4月5日                                      | 勅令第85号  |             |
| 8条        | 大正7年10月30日  | 大正7年10月30日  | 号外       | 第373号  | 米及籾ノ輸入税ノ低減又ハ免除ノ件 | 公布の日                           | 衆議院   | 承諾                                                                                       | 大正8年3月21日                                                                             | 承諾                                                                                       | 大正8年2月20日                                                                             | 実効性喪失                     |                                                    |             |             |
| 8条        | 大正8年6月23日   | 大正8年6月23日   | 号外       | 第304号  | 独逸国等ニ属スル財産管理ノ件 | 公布の日                           | 衆議院   | 審議未了                                                                                   | 大正9年2月26日                                                                             | 承諾                                                                                       | 大正9年2月9日                                                                              | 失効                           | 大正9年3月25日                                     | 勅令第47号  |             |
| 8条        | 大正8年11月27日  | 大正8年11月28日  | 2196号     | 第478号  | 大豆、生牛肉、鳥卵、綿、繊糸及綿織物ノ輸入税ノ低減又ハ免除ノ件 | 公布の日                           | 衆議院   | 審議未了                                                                                   | 大正9年2月26日                                                                             | 承諾                                                                                       | 大正9年2月9日                                                                              | 失効                           | 大正9年3月25日                                     | 勅令第51号  |             |
| 8条        | 大正9年3月24日   | 大正9年3月25日   | 2291号     | 第48号   | 独逸国等ニ属スル財産管理ノ件 | 大正八年勅令第三百四号失効の日     | 衆議院   | 承諾                                                                                       | 大正9年7月25日                                                                             | 承諾                                                                                       | 大正9年7月10日                                                                             | 実効性喪失                     |                                                    |             |             |
| 8条        | 大正9年3月24日   | 大正9年3月25日   | 2291号     | 第52号   | 大豆、生牛肉、鳥卵、綿織糸及綿織物輸入税ノ件 | 大正八年勅令第四百七十八号失効の日 | 衆議院   | 承諾                                                                                       | 大正9年7月25日                                                                             | 承諾                                                                                       | 大正9年7月10日                                                                             | 廃止                           | 昭和29年5月22日                                    | 法律第121号 |             |
| 8条        | 大正9年4月7日    | 大正9年4月8日    | 2302号     | 第87号   | 帝国ト独逸国トノ間ニ設置スル混合仲裁裁判所ニ関スル件 | 公布の日                           | 貴族院   | 承諾                                                                                       | 大正9年7月25日                                                                             | 承諾                                                                                       | 大正9年7月28日                                                                             | 実効性喪失                     |                                                    |             |             |
| 8条        | 大正9年5月26日   | 大正9年5月27日   | 2344号     | 第171号  | 同盟及連合国ト独逸国トノ平和条約ニ依ル財産処理ニ関スル件 | 公布の日                           | 衆議院   | 承諾                                                                                       | 大正9年7月25日                                                                             | 承諾                                                                                       | 大正9年7月10日                                                                             | 実効性喪失                     |                                                    |             |             |
| 8条        | 大正9年10月14日  | 大正9年10月14日  | 号外       | 第485号  | 混合仲裁裁判所ニ関スル件 | 公布の日                           | 貴族院   | 承諾                                                                                       | 大正10年2月21日                                                                            | 承諾                                                                                       | 大正10年2月26日                                                                            | 実効性喪失                     |                                                    |             |             |
| 8条        | 大正9年11月17日  | 大正9年11月18日  | 2490号     | 第534号  | 平和条約ニ依ル財産処理ニ関スル件 | 公布の日                           | 衆議院   | 承諾                                                                                       | 大正10年3月16日                                                                            | 承諾                                                                                       | 大正10年2月26日                                                                            | 実効性喪失                     |                                                    |             |             |
| 8条        | 大正10年8月8日   | 大正10年8月9日   | 2707号     | 第375号  | 帝国ト洪牙利国トノ間ニ設置スル混合仲裁裁判所ニ関スル件 | 公布の日                           | 貴族院   | 承諾                                                                                       | 大正11年2月18日                                                                            | 承諾                                                                                       | 大正11年3月6日                                                                             | 実効性喪失                     |                                                    |             |             |
| 8条        | 大正10年8月8日   | 大正10年8月9日   | 2707号     | 第376号  | 同盟及連合国ト洪牙利国トノ平和条約ニ依ル財産処理ニ関スル件 | 公布の日                           | 貴族院   | 承諾                                                                                       | 大正11年2月18日                                                                            | 承諾                                                                                       | 大正11年3月6日                                                                             | 実効性喪失                     |                                                    |             |             |
| 8条        | 大正12年9月2日   | 大正12年9月2日   | 号外       | 第396号  | 非常徴発令 | 公布の日                           | 貴族院   | 承諾                                                                                       | 大正12年12月19日                                                                           | 承諾                                                                                       | 大正12年12月23日                                                                           | 廃止                           | 大正13年7月18日                                    | 法律第7号   |             |
| 8条        | 大正12年9月2日   | 大正12年9月2日   | 号外       | 第398号  | 一定ノ地域ニ戒厳令中必要ノ規定ヲ適用スルノ件 | 公布の日                           |          | 次期会期前に廃止のため、承諾不要                                                           | 次期会期前に廃止のため、承諾不要                                                           | 次期会期前に廃止のため、承諾不要                                                           | 次期会期前に廃止のため、承諾不要                                                           | 廃止                           | 大正12年11月15日                                   | 勅令第478号 |             |
| 8条        | 大正12年9月7日   | 大正12年9月7日   | 号外第6号  | 第403号  | 治安維持ノ為ニ関スル罰則ノ件 | 公布の日                           | 貴族院   | 承諾                                                                                       | 大正12年12月17日                                                                           | 承諾                                                                                       | 大正12年12月23日                                                                           | 廃止                           | 大正14年4月22日                                    | 法律第46号  |             |
| 8条        | 大正12年9月7日   | 大正12年9月7日   | 号外第6号  | 第404号  | 私法上ノ金銭債務ノ支払延期及手形等ノ権利保存行為ノ期間延長ニ関スル件                                                                                                 | 公布の日                           |          | 次期会期時点で、勅令に定める適用期間が終了していたため、継続の必要がなく承諾を求めなかった | 次期会期時点で、勅令に定める適用期間が終了していたため、継続の必要がなく承諾を求めなかった | 次期会期時点で、勅令に定める適用期間が終了していたため、継続の必要がなく承諾を求めなかった | 次期会期時点で、勅令に定める適用期間が終了していたため、継続の必要がなく承諾を求めなかった | 実効性喪失                     |                                                    |             |             |
| 8条        | 大正12年9月7日   | 大正12年9月7日   | 号外第6号  | 第405号  | 生活必需品ニ関スル暴利取締ノ件 | 公布の日                           | 貴族院   | 承諾                                                                                       | 大正12年12月19日                                                                           | 承諾                                                                                       | 大正12年12月23日                                                                           | 廃止                           | 大正15年3月25日                                    | 法律第5号   |             |
| 8条        | 大正12年9月12日  | 大正12年9月12日  | 号外第13号 | 第409号  | 東京府神奈川県等ニ於ケル現任府県会議員ノ任期等ニ関スル件 | 公布の日                           | 貴族院   | 承諾                                                                                       | 大正12年12月19日                                                                           | 承諾                                                                                       | 大正12年12月23日                                                                           | 廃止                           | 昭和29年5月1日                                     | 法律第82号  |             |
| 8条        | 大正12年9月12日  | 大正12年9月12日  | 号外第13号 | 第410号  | 震災被害者ニ対スル租税ノ減税等ニ関スル件 | 公布の日                           | 貴族院   | 承諾                                                                                       | 大正12年12月23日                                                                           | 承諾                                                                                       | 大正12年12月19日                                                                           | 廃止                           | 昭和29年5月22日                                    | 法律第121号 |             |
| 8条        | 大正12年9月12日  | 大正12年9月12日  | 号外第13号 | 第411号  | 生活必震品並土木又ハ建築ノ用ニ供スル器具機械及材料ノ輸入税ノ低減又ハ免除ニ関スル件                                                                                   | 公布の日                           | 衆議院   | 承諾                                                                                       | 大正12年12月23日                                                                           | 承諾                                                                                       | 大正12年12月19日                                                                           | 廃止                           | 昭和29年5月22日                                    | 法律第121号 |             |
| 8条        | 大正12年9月12日  | 大正12年9月12日  | 号外第13号 | 第412号  | 権利利益ノ存続期間ノ件 | 公布の日                           | 貴族院   | 承諾                                                                                       | 大正12年12月20日                                                                           | 承諾                                                                                       | 大正12年12月23日                                                                           | 廃止                           | 昭和29年7月1日                                     | 法律第203号 |             |
| 8条        | 大正12年9月22日  | 大正12年9月22日  | 号外第26号 | 第420号  | 臨時物資供給令 | 公布の日                           | 衆議院   | 先議の衆議院で不承諾のため議決せず                                                         | 先議の衆議院で不承諾のため議決せず                                                         | 不承諾                                                                                     | 大正12年12月20日                                                                           | 失効                           | 大正12年12月24日                                   | 勅令第509号 |             |
| 8条、70条  | 大正12年9月22日  | 大正12年9月22日  | 号外第26号 | 第421号  | 臨時物資供給特別会計令 | 公布の日                           | 衆議院   | 先議の衆議院で不承諾のため議決せず                                                         | 先議の衆議院で不承諾のため議決せず                                                         | 不承諾                                                                                     | 大正12年12月20日                                                                           | 失効                           | 大正12年12月24日                                   | 勅令第510号 |             |
| 8条        | 大正12年9月27日  | 大正12年9月27日  | 号外       | 第423号  | 選挙人名簿調整ノ件 | 公布の日                           | 衆議院   | 承諾                                                                                       | 大正12年12月23日                                                                           | 承諾                                                                                       | 大正12年12月19日                                                                           | 廃止                           | 昭和29年5月1日                                     | 法律第82号  |             |
| 70条       | 大正12年9月27日  | 大正12年9月27日  | 号外       | 第424号  | 日本銀行ノ手形ノ割引ニ因ル損失ノ補償ニ関スル財政上必要処分ノ件 | 公布の日                           | 衆議院   | 承諾                                                                                       | 大正12年12月23日                                                                           | 承諾                                                                                       | 大正12年12月20日                                                                           | 廃止                           | 昭和29年5月22日                                    | 法律第121号 |             |
| 8条        | 大正12年10月31日 | 大正12年10月31日 | 号外       | 第471号  | 株主名簿ヲ喪失セル会社ノ件 | 公布の日                           | 貴族院   | 承諾                                                                                       | 大正12年12月17日                                                                           | 承諾                                                                                       | 大正12年12月22日                                                                           | 実効性喪失?                    | 国会図書館の日本法令索引では、現行扱い。           |             |             |
| 8条        | 大正12年11月10日 | 大正12年11月12日 | 3367号     | 第475号  | 法人ノ破産宣告ニ関スル件 | 公布の日                           | 貴族院   | 承諾                                                                                       | 大正12年12月17日                                                                           | 承諾                                                                                       | 大正12年12月22日                                                                           | 廃止                           | 平成11年12月22日                                   | 法律第160号 |             |
| 8条        | 大正12年11月15日 | 大正12年11月15日 | 号外       | 第478号  | 大正十二年勅令第三百九十八号（一定ノ地域ニ戒厳令中必要ノ規定ヲ適用スルノ件）廃止ノ件                                                                                 | 公布の日の翌日                     |          | 廃止のためのものであるので承諾不要                                                         | 廃止のためのものであるので承諾不要                                                         | 廃止のためのものであるので承諾不要                                                         | 廃止のためのものであるので承諾不要                                                         |                                |                                                    |             |             |
| 8条        | 大正13年2月22日  | 大正13年2月23日  | 3448号     | 第21号   | 震災被害者ノ営業税課税標準算定ノ特例等ニ関スル件 | 公布の日                           | 衆議院   | 承諾                                                                                       | 大正13年7月13日                                                                            | 承諾                                                                                       | 大正13年7月9日                                                                             | 廃止                           | 昭和29年5月22日                                    | 法律第121号 |             |
| 70条       | 大正13年2月29日  | 大正13年3月1日   | 3454号     | 第46号   | 震災善後ニ関スル公債発行ノ件 | 公布の日                           | 衆議院   | 承諾                                                                                       | 大正13年7月17日                                                                            | 承諾                                                                                       | 大正13年7月9日                                                                             | 廃止                           | 昭和29年5月22日                                    | 法律第121号 |             |
| 8条        | 大正14年7月2日   | 大正14年7月3日   | 3858号     | 第245号  | 牛ノ伝染性肋膜肺炎ノ防遏ニ関スル件 | 公布の日                           | 衆議院   | 承諾                                                                                       | 大正15年2月26日                                                                            | 承諾                                                                                       | 大正15年2月13日                                                                            | 廃止                           | 昭和2年3月31日                                     | 法律第28号  |             |
| 8条        | 昭和2年4月22日   | 昭和2年4月22日   | 号外       | 第96号   | 金銭債務ノ支払延期等ニ関スル件 | 公布の日                           | 衆議院   | 承諾                                                                                       | 昭和2年5月8日                                                                              | 承諾                                                                                       | 昭和2年5月8日                                                                              | 実効性喪失                     |                                                    |             | [ 注釈 35 ] |
| 8条        | 昭和3年6月29日   | 昭和3年6月29日   | 号外       | 第129号  | 治安維持法中改正ノ件 | 公布の日                           | 衆議院   | 承諾                                                                                       | 昭和4年3月19日                                                                             | 承諾                                                                                       | 昭和4年3月5日                                                                              | 他の法律の改正                 |                                                    |             |             |
| 8条        | 昭和6年12月17日  | 昭和6年12月17日  | 号外       | 第291号  | 銀行券ノ金貨兌換ニ関スル件 | 公布の日                           | 衆議院   | 先議の衆議院で審議未了のため議決せず                                                       | 先議の衆議院で審議未了のため議決せず                                                       | 審議未了                                                                                   | 昭和7年1月21日                                                                             | 失効                           | 昭和7年1月28日                                     | 勅令第3号   | [ 注釈 36 ] |
| 8条        | 昭和7年1月27日   | 昭和7年1月28日   | 1521号     | 第4号    | 銀行券ノ金貨兌換ニ関スル件 | 昭和六年勅令第二百九十一号失効の日 | 衆議院   | 承諾                                                                                       | 昭和7年3月24日                                                                             | 承諾                                                                                       | 昭和7年3月23日                                                                             | 廃止                           | 昭和12年8月11日                                    | 法律第60号  |             |
| 70条       | 昭和7年1月31日   | 昭和7年1月31日   | 号外       | 第6号    | 満州事件ニ関スル経費支弁ノ為公債発行ニ関スル件 | 公布の日                           | 衆議院   | 承諾                                                                                       | 昭和7年3月24日                                                                             | 承諾                                                                                       | 昭和7年3月23日                                                                             | 廃止                           | 昭和29年5月22日                                    | 法律第121号 |             |
| 8条        | 昭和7年1月31日   | 昭和7年1月31日   | 号外       | 第7号    | 国債償還資金ノ繰入一部停止ニ関スル件 | 公布の日                           | 衆議院   | 承諾                                                                                       | 昭和7年3月24日                                                                             | 承諾                                                                                       | 昭和7年3月23日                                                                             | 廃止                           | 昭和29年5月22日                                    | 法律第121号 |             |
| 70条       | 昭和7年2月15日   | 昭和7年2月15日   | 号外       | 第14号   | 満州事件ニ関スル経費支弁ノ為公債発行ニ関スル件 | 公布の日                           | 衆議院   | 承諾                                                                                       | 昭和7年3月24日                                                                             | 承諾                                                                                       | 昭和7年3月23日                                                                             | 廃止                           | 昭和29年5月22日                                    | 法律第121号 |             |
| 70条       | 昭和7年3月3日    | 昭和7年3月3日    | 号外       | 第19号   | 満州事件ニ関スル経費支弁ノ為公債発行ニ関スル件 | 公布の日                           | 衆議院   | 承諾                                                                                       | 昭和7年3月24日                                                                             | 承諾                                                                                       | 昭和7年3月23日                                                                             | 廃止                           | 昭和29年5月22日                                    | 法律第121号 |             |
| 70条       | 昭和11年2月12日  | 昭和11年2月12日  | 号外       | 第7号    | 災害善後ニ関スル経費支弁ノ為公債発行ニ関スル件 | 公布の日                           | 衆議院   | 承諾                                                                                       | 昭和11年5月22日                                                                            | 承諾                                                                                       | 昭和11年5月18日                                                                            | 廃止                           | 平成11年12月22日                                   | 法律第160号 |             |
| 8条        | 昭和11年2月27日  | 昭和11年2月27日  | 号外       | 第18号   | 一定ノ地域ニ戒厳令中必要ノ規定ヲ適用スルノ件 | 公布の日                           | 貴族院   | 承諾                                                                                       | 昭和11年5月11日                                                                            | 承諾                                                                                       | 昭和11年5月23日                                                                            | 廃止                           | 昭和11年7月17日                                    | 勅令第189号 |             |
| 8条        | 昭和11年3月4日   | 昭和11年3月4日   | 号外       | 第21号   | 東京陸軍軍法会議ニ関スル件 | 公布の日                           | 貴族院   | 承諾                                                                                       | 昭和11年5月11日                                                                            | 承諾                                                                                       | 昭和11年5月23日                                                                            | 廃止                           | 昭和13年4月9日                                     | 法律第80号  |             |
| 8条        | 昭和11年7月17日  | 昭和11年7月17日  | 号外       | 第189号  | 一定ノ地域ニ戒厳令中必要ノ規定ヲ適用スルノ件廃止ノ件 | 公布の日の翌日                     | 衆議院   | 先議の衆議院で審議未了のため議決せず                                                       | 先議の衆議院で審議未了のため議決せず                                                       | 審議未了                                                                                   | 昭和12年3月30日                                                                            | 承諾が審議未了だが失効とせず。 |                                                    |             |             |
| 8条        | 昭和12年4月15日  | 昭和12年4月15日  | 号外       | 第130号  | 鉄ノ輸入税免除ニ関スル件 | 公布の日                           | 衆議院   | 承諾                                                                                       | 昭和12年8月6日                                                                             | 承諾                                                                                       | 昭和12年8月4日                                                                             | 廃止                           | 昭和12年8月11日                                    | 法律第57号  |             |
| 8条        | 昭和16年10月3日  | 昭和16年10月4日  | 4424号     | 第891号  | 臨時郵便取締令 | 公布の日                           | 貴族院   | 承諾                                                                                       | 昭和16年11月18日                                                                           | 承諾                                                                                       | 昭和16年11月20日                                                                           | 廃止                           | 昭和20年10月24日                                   | 勅令第605号 |             |
| 8条        | 昭和16年10月16日 | 昭和16年10月16日 | 号外       | 第923号  | 昭和十四年法律第一号兵役法中改正法律中改正ノ件 | 公布の日                           | 貴族院   | 承諾                                                                                       | 昭和16年11月18日                                                                           | 承諾                                                                                       | 昭和16年11月20日                                                                           | 他の法律の改正                 |                                                    |             |             |
| 8条        | 昭和20年9月13日  | 昭和20年9月13日  | 号外       | 第537号  | 衆議院議員選挙法第十二条ノ特例ニ関スル件 | 公布の日                           | 衆議院   | 承諾                                                                                       | 昭和20年12月14日                                                                           | 承諾                                                                                       | 昭和20年12月11日                                                                           | 廃止                           | 昭和29年5月1日                                     | 法律第82号  |             |
| 8条        | 昭和20年9月20日  | 昭和20年9月20日  | 号外       | 第542号  | 「ポツダム」宣言ノ受諾ニ伴ヒ発スル命令ニ関スル件 | 公布の日                           | 貴族院   | 承諾                                                                                       | 昭和20年12月8日                                                                            | 承諾                                                                                       | 昭和20年12月18日                                                                           | 廃止                           | 昭和27年4月11日                                    | 法律第81号  |             |
| 8条        | 昭和21年2月17日  | 昭和21年2月17日  | 号外       | 第83号   | 金融緊急措置令 | 公布の日                           | 衆議院   | 承諾                                                                                       | 昭和21年7月25日                                                                            | 承諾                                                                                       | 昭和21年7月9日                                                                             | 廃止                           | 昭和38年7月22日                                    | 法律第159号 |             |
| 8条        | 昭和21年2月17日  | 昭和21年2月17日  | 号外       | 第84号   | 日本銀行券預入令 | 公布の日                           | 衆議院   | 承諾                                                                                       | 昭和21年7月25日                                                                            | 承諾                                                                                       | 昭和21年7月9日                                                                             | 廃止                           | 昭和29年4月10日                                    | 法律第66号  |             |
| 8条        | 昭和21年2月17日  | 昭和21年2月17日  | 号外       | 第85号   | 臨時財産調査令 | 公布の日                           | 衆議院   | 承諾                                                                                       | 昭和21年7月25日                                                                            | 承諾                                                                                       | 昭和21年7月9日                                                                             | 廃止                           | 昭和26年11月26日                                   | 法律第263号 |             |
| 8条、70条  | 昭和21年2月17日  | 昭和21年2月17日  | 号外       | 第86号   | 食糧緊急措置令 | 公布の日                           | 衆議院   | 承諾                                                                                       | 昭和21年9月17日                                                                            | 承諾                                                                                       | 昭和21年8月27日                                                                            | 廃止                           | 平成6年12月14日                                    | 法律第113号 |             |
| 8条        | 昭和21年2月17日  | 昭和21年2月17日  | 号外       | 第88号   | 隠匿物資等緊急措置令 | 公布の日                           | 衆議院   | 承諾                                                                                       | 昭和21年7月23日                                                                            | 承諾                                                                                       | 昭和21年7月9日                                                                             | 廃止                           | 昭和29年6月1日                                     | 法律第138号 |             |
| 8条        | 昭和21年2月19日  | 昭和21年2月20日  | 5729号     | 第90号   | 日本銀行券預入令の特例の件 | 公布の日                           | 衆議院   | 承諾                                                                                       | 昭和21年7月25日                                                                            | 承諾                                                                                       | 昭和21年7月9日                                                                             | 廃止                           | 昭和29年4月10日                                    | 法律第66号  |             |
| 8条、70条  | 昭和21年2月27日  | 昭和21年2月28日  | 5736号     | 第111号  | 通信事業特別会計又ハ帝国鉄道会計ニ於ケル昭和二十年度ノ追加経費支弁ノ為ノ借入金ニ関スル件                                                                             | 公布の日                           | 衆議院   | 承諾                                                                                       | 昭和21年7月25日                                                                            | 承諾                                                                                       | 昭和21年7月9日                                                                             | 廃止                           | 平成11年12月22日                                   | 法律第160号 |             |
| 70条       | 昭和21年3月8日   | 昭和21年3月9日   | 5744号     | 第127号  | 復員に関する経費等支出の件 | 公布の日                           | 衆議院   | 承諾                                                                                       | 昭和21年7月25日                                                                            | 承諾                                                                                       | 昭和21年7月9日                                                                             | 廃止                           | 昭和29年5月22日                                    | 法律第121号 |             |
| 8条        | 昭和21年3月8日   | 昭和21年3月9日   | 5744号     | 第128号  | 所得税法中改正等の件 | 公布の日                           | 衆議院   | 承諾                                                                                       | 昭和21年7月25日                                                                            | 承諾                                                                                       | 昭和21年7月9日                                                                             | 他の法律の改正                 |                                                    |             |             |
| 70条       | 昭和21年3月22日  | 昭和21年3月23日  | 5755号     | 第159号  | 生鮮食料品、石炭、鉄及び電気銅に関する価格調整補給金等支出の件 | 公布の日                           | 衆議院   | 承諾                                                                                       | 昭和21年7月25日                                                                            | 承諾                                                                                       | 昭和21年7月9日                                                                             | 廃止                           | 昭和29年5月22日                                    | 法律第121号 |             |
| 70条       | 昭和21年3月29日  | 昭和21年3月30日  | 5671号     | 第179号  | 政府職員の給与改善に伴ひ要する経費等支出の件 | 公布の日                           | 衆議院   | 承諾                                                                                       | 昭和21年7月25日                                                                            | 承諾                                                                                       | 昭和21年7月9日                                                                             | 廃止                           | 昭和29年5月22日                                    | 法律第121号 |             |
| 8条、70条  | 昭和21年3月29日  | 昭和21年3月30日  | 5671号     | 第180号  | 通信事業特別会計業務勘定又ハ帝国鉄道会計収益勘定ニ於ケル昭和二十年度ノ追加経費支弁又ハ歳入不足補填ノ為ノ追加借入金及帝国鉄道会計用品資金補足ノ為ノ公債発行ニ関スル件 | 公布の日                           | 衆議院   | 承諾                                                                                       | 昭和21年7月25日                                                                            | 承諾                                                                                       | 昭和21年7月9日                                                                             | 廃止                           | 平成11年12月22日                                   | 法律第160号 |             |
| 70条       | 昭和21年4月26日  | 昭和21年4月27日  | 5783号     | 第241号  | 昭和二十一年度に於ける大蔵省証券及び借入金の最高額に関する件 | 公布の日                           | 衆議院   | 承諾                                                                                       | 昭和21年7月25日                                                                            | 承諾                                                                                       | 昭和21年7月9日                                                                             | 廃止                           | 昭和29年5月22日                                    | 法律第121号 |             |
| 70条       | 昭和21年4月26日  | 昭和21年4月27日  | 5783号     | 第242号  | 外地等職員の帰還に伴ひ要する経費等支出の件 | 公布の日                           | 衆議院   | 承諾                                                                                       | 昭和21年7月25日                                                                            | 承諾                                                                                       | 昭和21年7月9日                                                                             | 廃止                           | 昭和29年5月22日                                    | 法律第121号 |             |